# Campionato ucraino di pallamano maschile
Il campionato ucraino di pallamano maschile è l'insieme dei tornei istituiti ed organizzati dalla Federazione di pallamano dell'Ucraina.

La prima stagione si disputò nel 1992; dall'origine a tutto il 2025 si sono tenute 34 edizioni del torneo.

La squadra che vanta il maggior numero di campionati vinti è il ZTR Zaporižžja con 14 titoli, a seguire c'è il HC Motor Zaporižžja con 13.

L'attuale squadra campione in carica è il Motor Zaporižžja che ha vinto l'edizione 2024-25 del campionato precedendo il Lokomotiv Odessa.

Il torneo di primo livello del campionato è denominato Superleague.

## Superleague
La Superleague è il massimo campionato maschile e si svolge tra 8 squadre.

Si compone di una stagione regolare in cui i club si affrontano in un girone all'italiana con partite di andata e ritorno; successivamente le squadre classificate dal 1º al 4º posto in classifica disputano i play off per il titolo.

La squadra 1ª classificata al termine dei play-off è proclamata campione d'Ucraina mentre la squadra classificata all'8º posto in retrocede in seconda divisione nella stagione successiva.

## Statistiche

### Albo d'oro
| Edizione | Vincitore          | N° Titolo  | 2º classificato            | Note |
| -------- | ------------------ | ---------- | -------------------------- | ---- |
| 1992     | CSKA Kiew          | 1º titolo  | SKA Lviv                   |      |
| 1992-93  | ZTR Zaporižžja     | 1º titolo  | Svitotekhnik-Kolos Brovary |      |
| 1993-94  | CSKA Kiew          | 2º titolo  | Svitotekhnik-Kolos Brovary |      |
| 1994-95  | ZTR Zaporižžja     | 2º titolo  | CSKA Kiew                  |      |
| 1995-96  | Donbass            | 1º titolo  | ZTR Zaporižžja             |      |
| 1996-97  | Donbass            | 2º titolo  | ZTR Zaporižžja             |      |
| 1997-98  | ZTR Zaporižžja     | 3º titolo  | Svitotekhnik-Kolos Brovary |      |
| 1998-99  | ZTR Zaporižžja     | 4º titolo  | Svitotekhnik-Kolos Brovary |      |
| 1999-00  | ZTR Zaporižžja     | 5º titolo  | Svitotekhnik-Kolos Brovary |      |
| 2000-01  | ZTR Zaporižžja     | 6º titolo  | HC Portovik Yuzhne         |      |
| 2001-02  | Donbass            | 3º titolo  | ZTR Zaporižžja             |      |
| 2002-03  | ZTR Zaporižžja     | 7º titolo  | HC Portovik Yuzhne         |      |
| 2003-04  | ZTR Zaporižžja     | 8º titolo  | Donbass                    |      |
| 2004-05  | ZTR Zaporižžja     | 9º titolo  | HC Portovik Yuzhne         |      |
| 2005-06  | HC Portovik Yuzhne | 1º titolo  | ZTR Zaporižžja             |      |
| 2006-07  | ZTR Zaporižžja     | 10º titolo | HC Portovik Yuzhne         |      |
| 2007-08  | ZTR Zaporižžja     | 11º titolo | HC Portovik Yuzhne         |      |
| 2008-09  | ZTR Zaporižžja     | 12º titolo | HC Bydivelnik Brovary      |      |
| 2009-10  | ZTR Zaporižžja     | 13º titolo | HC Portovik Yuzhne         |      |
| 2010-11  | ZTR Zaporižžja     | 14º titolo | HK Dynamo Poltawa          |      |
| 2011-12  | HK Dynamo Poltawa  | 1º titolo  | Motor Zaporižžja           |      |
| 2012-13  | Motor Zaporižžja   | 1º titolo  | ZTR Zaporižžja             |      |
| 2013-14  | Motor Zaporižžja   | 2º titolo  | HC Portovik Yuzhne         |      |
| 2014-15  | Motor Zaporižžja   | 3º titolo  | ZTR Zaporižžja             |      |
| 2015-16  | Motor Zaporižžja   | 4º titolo  | ZTR Zaporižžja             |      |
| 2016-17  | Motor Zaporižžja   | 5º titolo  | ZTR Zaporižžja             |      |
| 2017-18  | Motor Zaporižžja   | 6º titolo  | ZTR Zaporižžja             |      |
| 2018-19  | Motor Zaporižžja   | 7º titolo  | ZTR Zaporižžja             |      |
| 2019-20  | Motor Zaporižžja   | 8º titolo  | Donbass                    |      |
| 2020-21  | Motor Zaporižžja   | 9º titolo  | Donbass                    |      |
| 2021-22  | Motor Zaporižžja   | 10º titolo | Donbass                    |      |
| 2022-23  | Motor Zaporižžja   | 11º titolo | Lokomotiv Odessa           |      |
| 2023-24  | Motor Zaporižžja   | 12º titolo | Lokomotiv Odessa           |      |
| 2024-25  | Motor Zaporižžja   | 13º titolo | Lokomotiv Odessa           |      |

### Riepilogo vittorie per club
| Numero | Club               | Anni |
| ------ | ------------------ | --- |
| 14     | ZTR Zaporižžja     | 1992-93, 1994-95, 1997-98, 1998-99, 1999-00, 2000-01, 2002-03, 2003-04, 2004-05, 2006-07 2007-08, 2008-09, 2009-10, 2010-11 |
| 13     | Motor Zaporižžja   | 2012-13, 2013-14, 2014-15, 2015-16, 2016-17, 2017-18, 2018-19, 2019-20, 2020-21, 2021-22, 2022-23, 2023-24, 2024-25         |
| 3      | Donbass            | 1995-96, 1996-97, 2001-02                                                                                                   |
| 2      | CSKA Kiew          | 1992, 1993-94 |
| 1      | HK Dynamo Poltawa  | 2011-12 |
| 1      | HC Portovik Yuzhne | 2005-06 |